# Lophosia bicincta
Lophosia bicincta är en tvåvingeart som först beskrevs av Robineau-desvoidy 1830.  Lophosia bicincta ingår i släktet Lophosia och familjen parasitflugor. Inga underarter finns listade i Catalogue of Life.